# Gigante (singolo)
Gigante è un singolo del cantante italiano Piero Pelù pubblicato il 6 febbraio 2020 come secondo estratto dall'album Pugili fragili.
La canzone è stata presentata al Festival di Sanremo 2020, segnando, dopo 40 anni di carriera, la prima partecipazione del rocker toscano alla kermesse musicale, nella quale si è classificato 5º.

## Composizione
Il brano, dedicato dall'artista al nipote Rocco, figlio di sua figlia Greta, nato nel 2017, è stato ispirato dall'incontro con i ragazzi del carcere minorile di Nisida e parla di nascite e rinascite dal punto di vista di un nonno e di un fratello maggiore. Nel maggio 2018, il cantante toscano ha coinvolto 11 giovani nel progetto didattico "Santi di Periferia, l'impossibile non esiste", nel quale, in quattro giorni di lavoro e di prove, è stata composta una canzone incentrata sulla voglia di riscatto e di crescita, che è stata poi eseguita sul palco di Piazza Forcella, nell'omonimo rione.

## Video musicale
In concomitanza con il lancio del singolo, è stato pubblicato il videoclip sul canale YouTube del cantante. Alcune scene del videoclip sono state girate presso la stazione di Porta Vittoria del passante ferroviario di Milano.

## Successo commerciale
In Italia il brano è stato il 95º più trasmesso dalle radio nel 2020.

## Classifiche
| Classifica (2020) | Posizione massima |
| ----------------- | ----------------- |
| Italia            | 16                |